# Kyrillonas
Kyrillonas, (altgriechisch Κυριλλωνάς Cyrillonas, Qurillonā) war ein syrischer Theologe und Dichter am Ende des 4. Jahrhunderts/Anfang des 5. Jahrhunderts.
Über sein Leben ist kaum etwas bekannt. Er war Kleriker, mindestens Diakon, vermutlich Priester. Es ist möglich, dass er identisch ist mit einem in Edessa nachgewiesenen Neffen des Heiligen Ephräm der Syrer. Von Kyrillonas sind sechs homiletische Gedichte erhalten. Diese kommentieren Episoden aus den Evangelien wie die Einsetzung der Eucharistie, die Bekehrung des Zachäus und verschiedene Perikopen aus Johannes. Eines seiner Werke beschäftigt sich mit der Hunneninvasion, wodurch sie sich ziemlich sicher auf das Jahr 396 datieren lässt. Die älteste überlieferte Handschrift stammt aus dem 6. Jahrhundert und befindet sich heute im Britischen Museum (Signatur Add. 14591). Im Einzelnen sind es folgende sechs Gedichte: Bittgesang für das Allerheiligenfest des Jahres 396 über die Heuschreckenplage und andere Strafgerichte, insbesondere den Hunnenkrieg; Hymnus über die Bekehrung des Zachäus; Hymnus über die Fußwaschung; Erste Homilie über das Pascha Christi; Zweite Homilie über das Pascha Christi; Über den Weizen. Nach Ansicht von Gustav Bickell gehört er zu den bedeutendsten Dichtern der syrischen Kirche nach dem Heiligen Ephräm.

## Ausgaben
- Gustav Bickell, in: Zeitschrift der deutschen morgenländischen Gesellschaft 27 (1873), S. 566–598; Korrekturen und Ergänzungen 35 (1881), S. 531–532.
- Gustav Bickell: Ausgewählte Gedichte der syrischen Kirchenväter Cyrillonas, Baläus, Isaak v. Antiochien und Jakob v. Sarug. (= Bibliothek der Kirchenväter 4) Jos. Kösel, Kempten 1872 (Digitalisat).
- Ausgewählte Schriften der syrischen Dichter: Cyrillonas, Baläus, Isaak von Antiochien und Jakob von Sarug. Aus dem Syrischen übersetzt von S. Landersdorfer (= Bibliothek der Kirchenväter, 1. Reihe, Band 6). J. Kösel, Kempten / München 1912 (Volltext).